# Захаров, Дмитрий Иринархович
Дмитрий Иринархович Захаров (ум. в 1888) — русский художник, академик Императорской Академии художеств.

## Биография
25 сентября 1850 года совет Императорской Академии художеств рассматривал представленную вольноприходящим учеником данного учебного заведения Дмитрием Иринарховичем Захаровым картину «с изображением военных групп» и признал его, «во внимание к хорошим познаниям в художестве», достойным звания неклассного художника. Картина эта была выставлена на академической выставке 1850 года и удостоилась ряда лестных отзывов, причем рецензенты того времени подчеркивали ее реализм и высказывали пожелания; чтобы и другие художники следовали примеру Захарова.
Через 8 лет после такого удачного дебюта Д. И. Захаров представил в Академию художеств Санкт-Петербурга «написанный им для Кавказского войска образ святителя и чудотворца Николая» и просил Академию художеств, если труд его заслуживает, удостоить его звания академика. На заседании 8 марта 1858 года советом Императорской Академии художеств это звание было присуждено Захарову.
Дмитрий Иринархович Захаров умер в 1888 году.